# Elena Sagaseta Tarrio
Elena Sagaseta Tarrio (Vitoria, 1971-Vitoria 2022) fue una trabajadora social española, especializada en violencia de género, coordinadora de proyectos de la asociación Clara Campoamor. 

## Biografía
Nació en Vitoria en 1971. Estudió Trabajo Social. Esta escritora y activista feminista, trabajó como coordinadora de proyectos de la asociación Clara Campoamor, realizando atención directa a mujeres, criaturas y jóvenes víctimas de violencia de género y de agresiones sexuales.
Falleció de cáncer de mama en 2022,y fue homenajeada en 2024 en Vitoria, por haber sido parte activa en la Carrera de la Mujer en la lucha contra la desigualdad de género, en el deporte y contra el cáncer, durante muchos años junto a la Asociación Clara Campoamor.
“Salimos a la calle para compartir cada una de nuestras realidades y dejamos claro que ni una sola mujer enferma, que ni una sola mujer víctima estará sola”.
Desde el año 2024, el nombre de Elena Sagaseta, quedará recordado  en el callejero de la ciudad  Vitoria, a través de la ruta de los jardines de la ciudad, ya que ha dado nombre a la Terraza del Palacio de Congresos de Europa.

## Premios y reconocimientos
- 2024 Homenaje en la Carrera de la Mujer de Vitoria-Gasteiz.[12]
- 2024 La Terraza del Palacio  de Congresos de Europa lleva su nombre.[14][5]